# Champagne (film)
Champagne är en brittisk långfilm från 1928 i regi av Alfred Hitchcock, baserad på en bok av Walter C. Mycroft.

## Handling
En rik och bortskämd flicka är van vid ett liv i lyx, mycket tack vare sin fars framgångsrika champagneföretag. Hennes far vill dock att hon ska ändra sitt beteende, så han påstår att deras pengar försvunnit. Då börjar hon söka sin lycka.

## Rollista
| Betty Balfour       | – Flickan |
| Jean Bradin         | – Pojken  |
| Ferdinand von Alten | – Mannen  |
| Gordon Harker       | – Pappan  |